# ОК Модрича
Одбојкашки клуб Модрича Оптима је одбојкашки клуб из Модриче. Клуб се тренутно такмичи у Премијер лиги Босне и Херцеговине и одбојкашком купу БиХ.

## Историја
Одбојка се у Модричи први пут појавила 1947. године. Прва одбојкашка секција је формирана при гимнастичком клубу већ 1949. године и одбојка се игра рекреативно на овим теренима. Прво званично такмичење у Модричи је организовано 1954. године за омладинце и омладинке у Купу Народне Републике БиХ.
ОК Модрича је званично регистрован 8. марта 1967. године, и од тада почиње нагли успон и развој одбојкашког спорта. Мушка екипа постала шампион Југославије 1979. године и тиме је стекла право да наредне сезоне игра Куп шампиона, где осваја 7. место. У наредном периоду клуб се фокусира на рад са младима, али и даље бележи значајне резултате,.
Женска секција је основана 19. јануара 1981. под називом ЖОК Феријалац. У сезони 1991/92. женски одбојкашки клуб осваја вицешампионску титулу Првенства Југославије.
По избијању рата у БиХ, 1993. године, обе екипе су обједињене у ОК Модрича Оптима. У такмичењима Првенства и Купа Републике Српске освојени су сви могући трофеји, како у време ратних дејстава, тако и у време мира. Клуб је у Првенству Републике Српске у периоду од 1993. до 2005. освајио 7 титула првака и освајао 7 титула Купа. 2004. године дошло је до формирања јединстввене лиге на територији целе Босне и Херцеговине и од тада се ОК Модрича Оптима редовно такмичи у Премијер лиги Босне и Херцеговине.
ОК Модрича Оптима је 2006. освојила Премијер лигу Босне и Херцеговине, а годину дана касније и Куп Босне и Херцеговине.
О стручном раду у Клубу су се бринули тренери: Драгутин Мартиновић, Перо Божић, Младен Маглов, Српко Петровић, Урош Рибарић, др Виктор Кревсел, те Радивоје и Ђорђе Милошевић са помоћним тренерима. За највеће успјехе Клуба везани су наступи вишеструких репрезентативаца Југославије: Пере Божића, Боре Јовића, Радивоја Милошевића, Марка Станића, Велибора Ивановића и Дарија Ђукића, као и играча као што су Ђорђе Милошевић, Милош Милошевић, Иво Мартиновић, Боро Живановић, Горан Поповић, Каменко Јелић, Драган Божић и други.

## Успеси

### Национална такмичења
- Национално првенство - 2
  - Прва савезна лига Југославије
    -  Првак (1): 1978/79.

  - Премијер лига Босне и Херцеговине
    -  Првак (1): 2005/06.
    - Други (2): 2006/07, 2007/08.

  - Прва лига Републике Српске у одбојци
    - Првак (9): 1995/96, 1996/97, 1997/98, 1998/99, 2000/01, 2002/03, 2003/04 ,2016/2017, 2021/2022.

- Национални куп - 1
  - Куп Босне и Херцеговине
    - Освајач (1): 2006/07.
    - Финалиста (2): 2005/06, 2011/12.

  - Куп Републике Српске у одбојци
    - Освајач (9): 1994, 1995, 1996, 1999, 2000, 2002, 20004, 2006, 2010.

### Међународна такмичења
- Куп шампиона:
  - Четвртфинале: 1979/80.